# Kriegsmesser
Il Kriegsmesser (traducibile in lingua italiana come "Coltella da guerra") era una spada a due mani a lama monofilare molto ricurva, simile alla scimitarra, in uso alle truppe di fanteria del Sacro Romano Impero Germanico (fond. Lanzichenecchi) tra il XV ed il XVI secolo.